# Луган
Луга́н (кит. упр. 鹿港, пиньинь Lùgǎng) — город на Тайване, на северо-западе уезда Чжанхуа. Город находится на берегу Тайваньского пролива, название города переводится как «оленья гавань», во время колонизации Тайваня голландцами порт использовался для отправки оленьих шкур, которые заготавливали аборигены. Город исторически называется Лукан по тайваньскому произношению (Южноминьский диалект) Lo̍k-á-káng. В XVIII и XIX веках город был важным морским портом Тайваня. До начала XX века это был самый большой город в центральном Тайване.
В эпоху империи Цин город рос, и к 1845 году население достигло 200 000 человек, в то время он уступал по населению только городу Тайнань.
Горожане, надеясь на порт, отказались строить железную дорогу, и город постепенно стал терять значение. Однако по причине упадка в городе замедлилась модернизация, и город смог сохранить свой исторический вид. Город посещают много туристов, особенно из Японии, так как Луган — один из немногих городов Тайваня, сохранивших обстановку прошлого.
В городе остались старые храмы, в первую очередь храм Луншань и храм Мацзу.
Город знаменит своими пирожными Ючжэньчжай (玉珍齋), пирожными бычьих языков (牛舌餅) и устричными блинами.
Площадь города составляет 39.46 км², население — 85,254 человек на сентябрь 2007.

## Иллюстрации

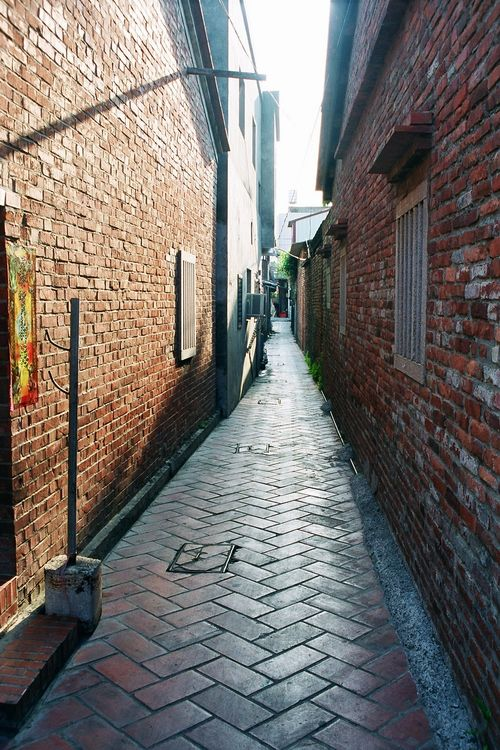
Историческая улица
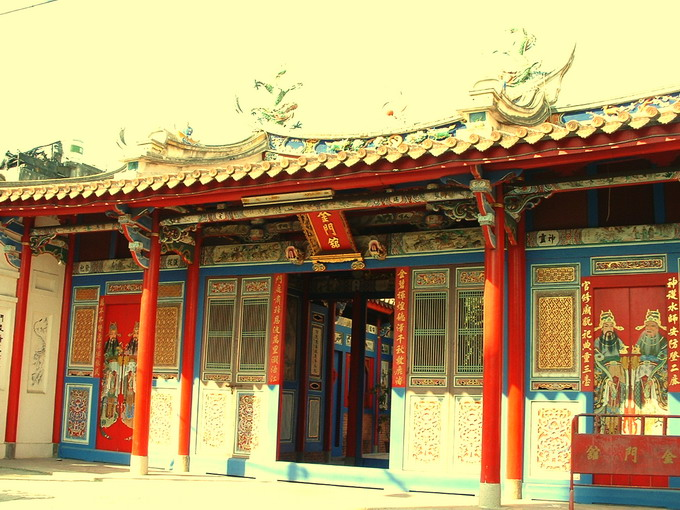
Двор Киммэнь
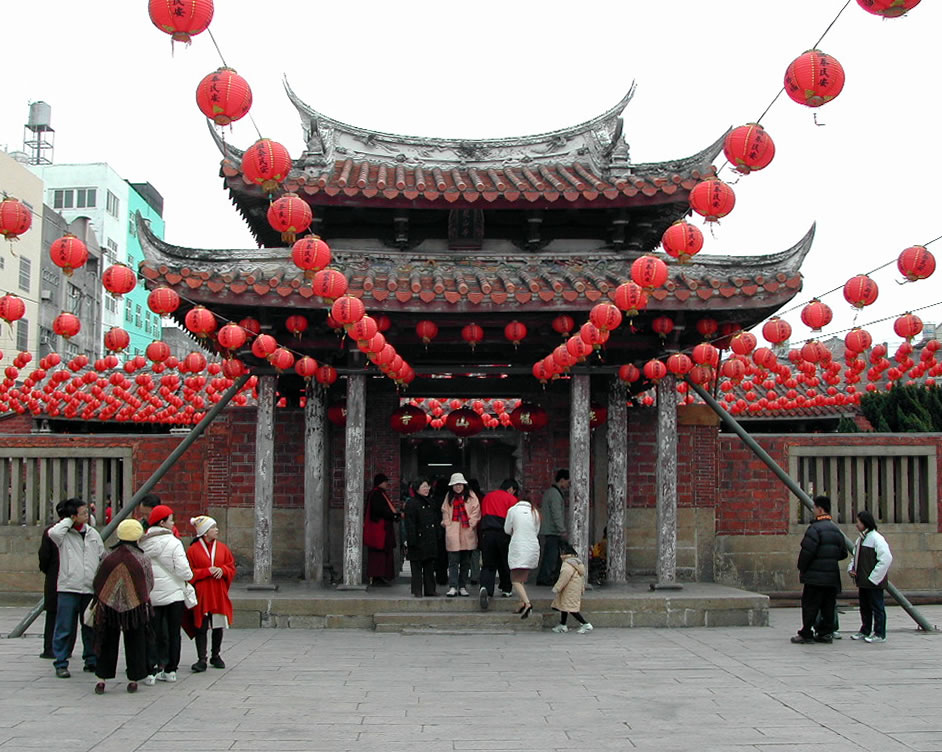
Храм Луншань (драконовой горы)
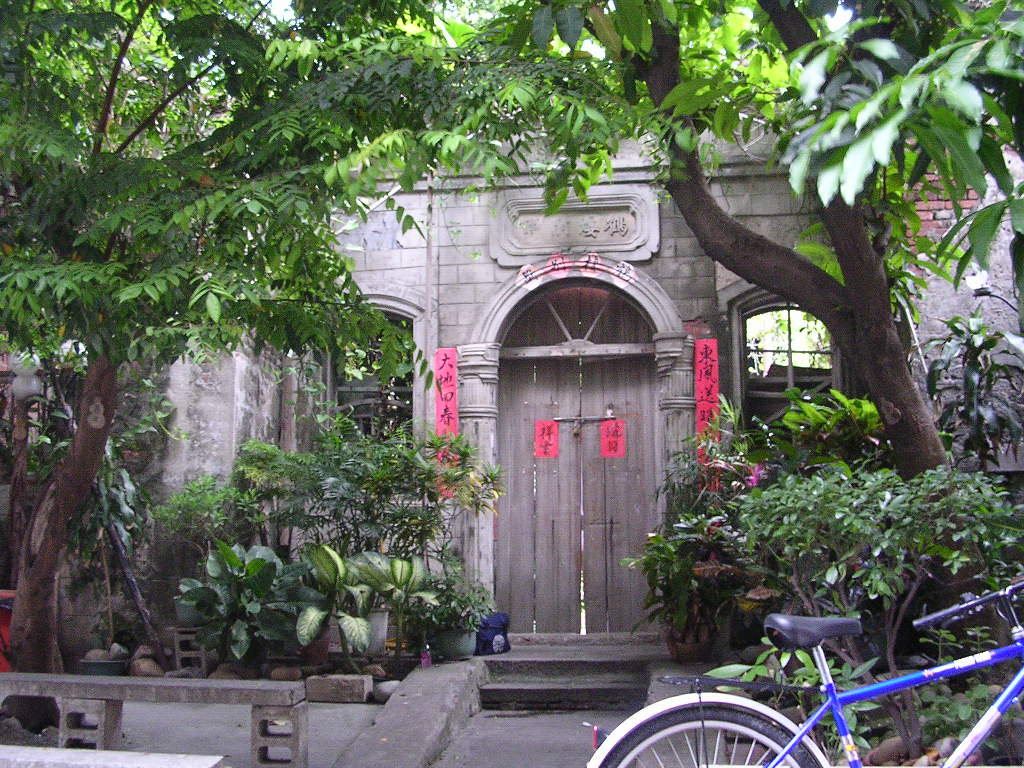
Старый тайваньский дом
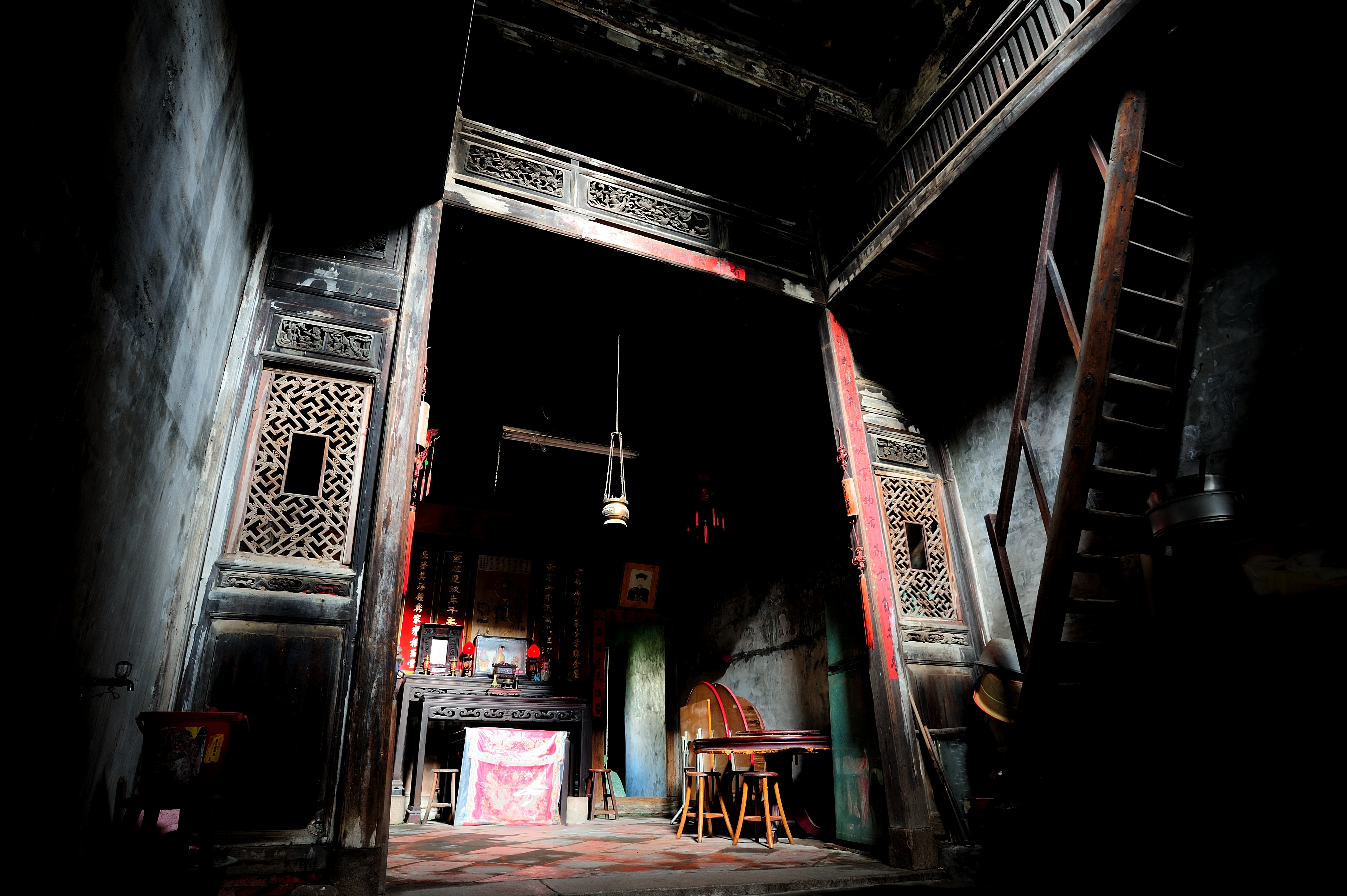
Старинный дом